# Лицо со шрамом (саундтрек)
Scarface — альбом-саундтрек к одноимённому фильму, вышедший в 1983 году, спродюсированный композитором Джорджо Мородером.

## Об альбоме
Первоначально саундтрек был доступен лишь в нескольких странах, в США альбом официально не издавался. В 2003 году саундтрек был переиздан лейблом MCA Records на компакт-дисках.
Пять песен из фильма встречаются в саундтреке 2001 года к компьютерной игре Grand Theft Auto III (песни можно прослушать на внутриигровой радиостанции Flashback 95.6). В 2006 году композиции из альбома попали в основанную на сюжете оригинального фильма игру Scarface: The World is Yours.
Для работы над саундтреком Брайан Де Пальма пригласил Джорджо Мородера, потому что режиссёру понравилась его музыка к фильму «Американский жиголо». Де Пальма хотел чтобы Мородер написал к его фильму музыку в подобном стиле, с чем тот весьма неплохо справился.
«Tony's Theme» была написана под вдохновением от композиции «The Cold Song» немецкого авангардного певца Клауса Номи.
В 1984 году саундтрек был номинирован на Золотой глобус в категории «Лучшая музыка к фильму». Награды он не получил, но Джорджо Мородер удостоился «глобуса» за другой саундтрек — к фильму Танец-вспышка.

## Список композиций (MCA Records)
Вся музыка написана Джорджо Мородером.
| №                   | Название                          | Текст песни                    | Исполнитель         | Длительность |
| ------------------- | --------------------------------- | ------------------------------ | ------------------- | ------------ |
| 1.                  | «Scarface (Push It to the Limit)» | Пит Беллотт                    | Пол Энгеманн        | 3:03         |
| 2.                  | «Rush Rush»                       | Дебора Харри                   | Дебора Харри        | 3:38         |
| 3.                  | «Turn Out the Light»              | Пит Беллотт                    | Эми Холланд         | 3:31         |
| 4.                  | «Vamos A Bailar»                  | Мария Кончита                  | Мария Кончита       | 3:42         |
| 5.                  | «Tony's Theme»                    |                                | Джорджо Мородер     | 3:10         |
| 6.                  | «She's on Fire»                   | Пит Беллотт                    | Эми Холланд         | 3:44         |
| 7.                  | «Shake It Up»                     | Артур Бэрроу и Джорджо Мородер | Элизабет Дейли      | 3:45         |
| 8.                  | «Dance Dance Dance»               | Артур Бэрроу и Джорджо Мородер | Бет Андерсен        | 2:34         |
| 9.                  | «I'm Hot Tonight»                 | Артур Бэрроу и Джорджо Мородер | Элизабет Дейли      | 3:13         |
| 10.                 | «Gina's and Elvira's Theme»       |                                | Джорджо Мородер     | 5:02         |
| Общая длительность: | Общая длительность:               | Общая длительность:            | Общая длительность: | 35:25        |

14 июня 2022 года американский лейбл La-La Land Records в рамках коллекции Universal Pictures Film Music Classics объявил о выпуске двухдискового издания оригинальной музыки к фильму Джорджо Мородера. Этот релиз будет ограничен 5000 единиц.

## Список композиций (La-La Land Records)
Музыка написана и спродюсирована Джорджо Мородером.
DISC 1 (77:30)
SCORE PRESENTATION (77:30)
1. Main Title – Scarface (3:42)
2. Rebenga (2:10)
3. Chainsaw / Tony Rescued (3:54)
4. I Got The Yeyo (0:45)
5. Elvira (4:01)
6. Night Drive (0:30)
7. Gina (2:55)
8. She’s Not For You (2:09)
9. Bolivia (1:09)
10. Sosa / Talk To Frank (2:33)
11. Omar Out / Don’t Fuck Me (1:07)
12. Proposal (2:45)
13. Tony Spots Gina / Tony Slaps Gina / Tony Guilty / Shooters (2:48)
14. What About You? / Open Fire / Tony Escapes (2:48)
15. Just Paranoid (4:44)
16. Lopez Begs (1:35)
17. Bye Bernstein (1:56)
18. The World Is Yours (2:06)
19. Plant The Plastic (1:30)
20. The Chase (4:05)
21. 409 Citrus Drive (4:52)
22. Paranoid Tony / Gina’s Grief (2:30)
23. Back To The House (1:47)
24. Tony’s Grief / Attack Begins / Crazy Gina / Attack Continues (4:09)
25. Gina Dead / Chi-Chi Wasted (1:15)
26. Finale (From The Motion Picture “Scarface”) (3:28)
27. End Title – Scarface (6:36)
28. Trailer Music (Unused) (3:01)
DISC 2 (79:00)
ORIGINAL SOUNDTRACK ALBUM (35:19)
1. Scarface (Push It To The Limit) (2:58) (Paul Engemann)
2. Rush, Rush (Album Version) (3:38) (Deborah Harry)
3. Turn Out The Light (3:31) (Amy Holland)
4. Vamos A Bailar (3:43) (Maria Conchita)
5. Tony’s Theme (3:10) (Giorgio Moroder)
6. She’s On Fire (3:44) (Amy Holland)
7. Shake It Up (3:45) (Elizabeth Daily)
8. Dance Dance Dance (2:34) (Beth Andersen)
9. I’m Hot Tonight (3:13) (Elizabeth Daily)
10. Gina And Elvira’s Theme (5:01) (Giorgio Moroder)
ADDITIONAL MUSIC (43:41)
11. Scarface (Push It To The Limit) (Extended Version) (5:12) (Paul Engemann)
12. Rush, Rush (4:48) (Deborah Harry)
13. Right Combination (3:42) (Beth Andersen)
14. Car Getaway Source (1:09)
15. Cuban I (2:28)
16. Cuban II (3:23)
17. Cuban III (2:27)
18. Muzak I (4:45)
19. Muzak II (3:18)
20. Muzak III (3:03)
21. Disco I (3:04)
22. Disco II (1:58)
23. Success (4:00) (Joe Esposito)
TOTAL ALBUM TIME 2:36:30